# Prinsessia
Prinsessia é uma série de televisão belga-neerlandesa produzida pelo Studio 100. A série é sobre cinco princesas que são ensinadas na escola de princesas Prinsessia por seu professor Kamiel e sua diretora Flora. A série estreou nos canais belgas Ketnet e Studio 100 TV em 5 de abril de 2014 e no canal neerlandês Zappelin em 28 de abril de 2014.

## Elenco
- Princesas
  - Violet: Fauve Geerling
  - Iris: Helle Vanderheyden
  - Roos: Désirée Viola
  - Madeliefje: Sylvia Boone
  - Linde: Jolijn Henneman
- Outras pessoas
  - Flora: Bettina Berger
  - Basiel: James Cooke
  - Kamiel: Dirk Van Vaerenbergh[2]

## Episódios

### Primeira temporada
1. Het gouden prinsessenkroontje
2. Prins Rufus
3. De baljurk
4. Madeliefjesdag
5. Directeur Basiel
6. De prinsessenmusical
7. Het Prinsessia-reglement
8. Zwijgen is goud
9. Lakei zoekt hulp
10. Koude week
11. Pyjamageest
12. Het prinsessenrecord
13. De Prinsessia Politie

### Segunda temporada
1. (14) - De grens van een prinses
2. (15) - De prinselijke kikker
3. (16) - De Doornroosjesziekte
4. (17) - 40 jaar op Prinsessia
5. (18) - Koninklijk bal
6. (19) - De prins op het witte paard
7. (20) - De ordelijkste kamer
8. (21) - Happy Birthday
9. (22) - Het dagboekcomplot
10. (23) - Geheugenverlies
11. (24) - Koningin Roos
12. (25) - Ontsnapt
13. (26) - De date van Basiel[3]